# 吉原世
吉原世（よしはら せい）は日本のイラストレーター。和歌山県在住。淡い色合いと、やわらかいタッチの線が特徴。
2005年、第16回コバルト・イラスト大賞の優秀賞を受賞しデビュー。
現在は、集英社コバルト文庫で『古城ホテル』シリーズの挿絵を担当したのち、ルルル文庫で活躍している。
2011年、大阪市住吉区在住。受賞後しばらく本来の持ち味である「なめらかさ」「やさしいタッチ」を失いかけた作風も見受けられたが、葉書等の挿絵には最高のパフォーマンスである受賞作「吉原世」に原点回帰している作品が散見される。

## 小説挿絵作品
- 古城ホテルシリーズ（倉世春/著・集英社コバルト文庫）
  - フリューリングスハウフのおもちゃ箱
  - ナハトマールのあやつり人形
  - 幻のフロイライン

3巻ではショートコミックも描いた。また、「Cobalt」に掲載された読みきり作品にも挿絵を描き下ろしている。
- ヴァンパイア・キス（マリ・マンクーシ/著・小学館ルルル文庫）
  - ヴァンパイア・キス
  - ヴァンパイア・キス ～レインの恋～
  - ヴァンパイア・キス ～レインの挑戦～